# Xavier Léon
Xavier Léon (Boulogne-Billancourt, 21 de mayo de 1868 - París, 21 de octubre de 1935) fue un filósofo francés de origen judío.

## Biografía
En 1893, Léon – junto con Élie Halévy y otros – fundó la revista Revue de métaphysique et de morale, de la que León fue editor hasta su muerte en 1935. Le sucedió Dominique Parodi. En 1900 fundó el Congreso Internacional de Filosofía, y en 1901 la Sociedad Francesa de Filosofía. Escribió extensamente sobre Johann Gottlieb Fichte y está enterrado en la sección judía del cementerio del Père Lachaise.

## Obras
- La philosophie de Fichte, ses rapports avec la conscience contemporaine, Paris: F. Alcan, 1902.
- Fichte et son temps, Paris: A Colin, 1922.
- Établissement et prédication de la doctrine de la liberté : la vie de Fichte jusqu'au départ d'Jéna (1762-1799), 1922.
- La lutte pour l'affranchissement national (1806 - 1813), 1924.
- Fichte à Berlin (1799 - 1813) : la lutte pour l'affranchissement national (1806 - 1813), 1927.